# James Turner (Politiker, 1783)
James Turner (* 7. November 1783 in Bel Air, Harford County, Maryland; † 28. März 1861 in Parkton, Maryland) war ein US-amerikanischer Politiker. Zwischen 1833 und 1837 vertrat er den Bundesstaat Maryland im US-Repräsentantenhaus.

## Werdegang
James Turner besuchte die Classic Academy of Madonna. Seit 1811 war er in Parkton ansässig, wo er eine Milchfarm betrieb. Während des Britisch-Amerikanischen Krieges war er Hauptmann der Staatsmiliz. Im Jahr 1817 war er sowohl für den Bund als auch den Staat Maryland Steuereinnehmer; 1824 wurde er Friedensrichter in seiner Heimat. Gleichzeitig schlug er als Anhänger von Andrew Jackson eine politische Laufbahn ein. Später wurde er Mitglied der von diesem gegründeten Demokratischen Partei. Zwischen 1824 und 1833 saß er im Abgeordnetenhaus von Maryland.
Bei den Kongresswahlen des Jahres 1832 wurde Turner im dritten Wahlbezirk von Maryland in das US-Repräsentantenhaus in Washington, D.C. gewählt, wo er am 4. März 1833 die Nachfolge von George Corbin Washington antrat. Nach einer Wiederwahl konnte er bis zum 3. März 1837 zwei Legislaturperioden im Kongress absolvieren. Seit dem Amtsantritt von Präsident Jackson im Jahr 1829 wurde innerhalb und außerhalb des Kongresses heftig über dessen Politik diskutiert. Dabei ging es um die umstrittene Durchsetzung des Indian Removal Act, den Konflikt mit dem Staat South Carolina, der in der Nullifikationskrise gipfelte, und die Bankenpolitik des Präsidenten. Im Jahr 1836 wurde Turner nicht wiedergewählt.
In den Jahren 1837 und 1838 gehörte Turner noch einemal dem Abgeordnetenhaus von Maryland an; zwischen 1855 und 1859 war er Mitglied des Staatssenats. Ansonsten betätigte er sich wieder in der Landwirtschaft. Er starb am 28. März 1861 in Parkton.